# Abres
Abres ist eines von 6 Parroquias in der Gemeinde Vegadeo der autonomen Region Asturien in Spanien.
Die Parroquia liegt „rechts“ (östlich) des Río Eo, zu ihr gehören die Weiler: Las Aceñas, La Curuxeira, La Abraira, El Molín, La Antigua, Grandamea, El Pividal, La Ponte, La Rúa.
Die nächste größere Ortschaft ist Vegadeo, der 5,7 km entfernte Hauptort der gleichnamigen Gemeinde.

## Klima
Angenehm milde Sommer und ebenfalls milde, selten strenge Winter. In den Hochlagen können die Winter durchaus streng werden.

## Sehenswertes
- Iglesia de Santiago
- Palacio del Pividal